# Sung Nak-woon
Sung Nak-woon (Corea japonesa; 2 de febrero de 1926 – Seúl, Corea del Sur; 28 de mayo de 1997) fue un futbolista de Corea del Sur que jugaba en la posición de delantero.

## Carrera

### Club
Jugó toda su carrera con el ROK Army CIC de 1946 a 1958.

### Selección nacional
Jugó para Corea del Sur de 1954 a 1958 con la que anotó 11 goles en 17 partidos, fue campeón de la Copa Asiática 1956, ganó la medalla de plata en los Juegos Asiáticos de 1954 y 1958 y formó parte de la selección que participó en la copa Mundial de Fútbol de 1954 en Suiza, participando en el partido ante Hungría.

## Logros

### Club
ROK Army CIC
- Korean National Championship: 1957, 1959[3]
- Korean President's Cup: 1952, 1953, 1956, 1957[4]

### Selección nacional
- Copa Asiática: 1

1956
- Juegos Asiáticos

- : 1954, 1958